# Carl Eugen von Mercklin
Carl Eugen von Mercklin (russisch Карл Евге́ньевич (фон) Ме́рклин; * 26. Märzjul. / 7. April 1821greg. in Riga; † 11. Novemberjul. / 24. November 1904greg. in Sankt Petersburg) war ein deutsch-baltischer respektive russischer Botaniker. 

## Leben

### Herkunft und Familie
Carl Eugen war ein Sohn des aus Ludwigsburg stammenden und 1841 in den russischen Adel erhobenen Arztes in Riga Eugen Mercklin (1792–1873) und der Pfarrerstochter Friederike Lerche (1793–1831). Seine Brüder waren der klassische Philologe Ludwig Mercklin (1816–1863) und der russische Generalmajor August Mercklin (1823–1892). 
Er vermählte sich 1849 Rosalie von Lerche (1821–1892).

### Werdegang
Mercklin besuchte nach vorhergehendem Privatunterricht von 1831 bis 1835 das Landesgymnasium Birkenruh und von 1836 bis 1839 das Gouvernementsgymnasium in Riga. An der Kaiserlichen Universität Dorpat begann er 1840 das Studium der Naturwissenschaften, wobei er insbesondere die Lesungen der Botanik bei Alexander von Bunge besuchte. Nach seinem Examen im Jahr 1845 unternahm er eine Studienreise, welche ihn über Paris, Wien schließlich nach Jena führte, wo er bei Matthias Jakob Schleiden mit der Arbeit „Zur Entwicklungsgeschichte der Blattgestalten“, zum Dr. phil. promoviert wurde.
Er verlegte zu Anfang des Jahres 1847 sein Wohnsitz nach St. Petersburg, wo er 1848 als Physiologe im Botanischen Garten Anstellung fand. Von 1856 bis 1887 wirkte er als Experte für Naturwissenschaften und Mikroskopie am Medizinischen Departement des Innenministeriums. Seit 1863 war er beratendes Mitglied des Medizinalrats des Innenministeriums und seit 1877 beständiges Mitglied im Medizinisch-gelehrten Komitee des Kriegsministeriums. Er lehrte zudem als Dozent zwischen 1847 und 1865 Pflanzenanatomie, Physiologie und Forstbotanik am St. Petersburger Forstinstitut und als ordentlicher Professor der Botanik von 1864 bis 1877 an der dortigen Medizinisch-Chirurgischen Akademie.
Im Jahr 1855 wurde er mit dem Demidow-Preis geehrt, war seit 1864 korrespondierendes Mitglied der Akademie der Wissenschaften, avancierte 1881 zum Geheimrat und wurde 1887 verabschiedet. Seit dem Jahr 1895 war er zudem Ehrenmitglied des Naturforscher-Vereins zu Riga.  
Anerkennung erlangte Mercklin auch durch die Benennung einer Gattung der Familie Proteaceae sowie einiger lebende und fossile Pflanzenarten wurden nach ihm. Sein offizielles botanisches Autorenkürzel lautet „Merckl.“

### Werke
Mercklin verfasste zahlreiche, thematisch einschlägige, wissenschaftliche Fachartikel, darunter:
- Das Mikroskop und seine Leistungen. In: Arbeiten des Naturforschenden Vereins zu Riga 1, 1848, S. 83–114 (Digitalisat)
- Die Karloffelkrankheit in den Ostseeprovinzen Kur-, Liv- und Ehstland in den Jahren 1846 und 1847. In: Arbeiten des Naturforschenden Vereins zu Riga 1, 1848, S. 369–427 (Digitalisat)
- Anleitung zur Untersuchung verdächtiger Flecke für Aerzte und Juristen, 1870 (russisch), 1871 (deutsch)
- Palaeodendrologikon rossicum, 1855